# 三十七烷
三十七烷（英語：Heptatriacontane）是含有37個碳原子的直鏈烷烴，化學式為C37H76，外觀為無色、透明的蠟狀晶體。它理论上存在3.40449×1012种同分异构体。它可由1-溴代十四烷和壬二酰氯反应，经沃尔夫-基希纳反应还原制得。